# HES2
Yếu tố phiên mã bHLH họ Hes 2 (tiếng Anh: Hes family bHLH transcription factor 2) là protein ở người được mã hóa bởi gen HES2.